# Mile Svilar
Mile Svilar (serbisch-kyrillisch Миле Свилар; * 27. August 1999 in Antwerpen, Flandern) ist ein serbisch-belgischer Fußballtorhüter. Er steht bei der AS Rom unter Vertrag.

## Karriere

### Verein
Mile Svilar hatte seine Karriere bei den Antwerpener Vereinen KFCO Wilrijk und Germinal Beerschot begonnen, ehe er 2010 zum RSC Anderlecht wechselte. Dort blieb er bis Mitte 2017. Anschließend wechselte er nach Portugal zu Benfica Lissabon. Für den Verein gab er am 18. Oktober 2017 in der Champions-League-Partie gegen Manchester United sein Debüt im Profifußball. In dieser musste er ein Gegentor durch Marcus Rashford sowie eine 0:1-Niederlage hinnehmen. Im Alter von 18 Jahren und 52 Tagen wurde Svilar in diesem Spiel zum bis dahin jüngsten Torhüter, der in diesem Wettbewerb eingesetzt wurde. Im Rückspiel am 31. Oktober stellte Svilar zwei weitere Rekorde auf: Er hielt als zu diesem Zeitpunkt jüngster Torhüter dieses Wettbewerbes einen Elfmeter und verursachte als ebensolcher im selben Spiel bei einem Torschuss von Nemanja Matić ein Eigentor, als der Ball über den Pfosten an Svilars Rücken prallte und ins Tor zurücksprang.
2022 unterschrieb er einen Vertrag über fünf Jahre bei der AS Rom.

### Nationalmannschaft
Svilar spielte seit der U15 für die Auswahlen des belgischen Verbandes. Bei der U17-EM 2016 wirkte er in allen vier Partien über die komplette Spielzeit mit und musste nur zwei Gegentore hinnehmen, allerdings schied er mit seiner Mannschaft im Achtelfinale gegen die deutsche Auswahl aus.
Er entschied sich später, für die serbische Nationalmannschaft zu spielen, und absolvierte am 1. September 2021 sein erstes und bisher einziges A-Länderspiel. Dabei handelte es sich um ein Freundschaftsspiel gegen Katar, in dem Svilar in der zweiten Halbzeit für Predrag Rajković eingewechselt wurde.
Nach seinem Durchbruch auf Vereinsebene bei der AS Rom entschied sich Svilar aber dazu, doch wieder für Belgien auflaufen zu wollen. Da er schon für die serbische Nationalmannschaft gespielt hatte, war dies jedoch aufgrund der FIFA-Regularien nicht möglich. Der serbische Nationaltrainer Dragan Stojković verlautete daraufhin, dass Svilar nicht mehr für das serbische Team nominiert werden würde.

## Persönliches
Svilar ist der Sohn des in Crvenka geborenen, ehemaligen jugoslawischen Nationaltorhüters Ratko Svilar, der u. a. von 1980 bis 1996 für Royal Antwerpen spielte. Während seines letzten Profijahres und danach übernahm er im Verein abwechselnd Chef- und Assistenz-Trainerpositionen. Mile kam 1999 zur Welt, als sein Vater in Kapellen den Putte SK trainierte.

## Titel und Auszeichnungen
- Mannschaft der Saison der Europa League: 2023/24
- Torhüter der Saison der Serie A: 2024/25